# Neuroblastom
Neuroblastom zkr. NB je nejčastější mimolebeční pevný tumor v dětském věku (v USA/UK/CZ 650/100/25 ročně), z toho v 50% do 2 let a 90% do 10 let věku.. Neuroblastom metastazuje hematogenně i lymfogenně a u 65 % dětí jsou metastázy přítomny v době diagnózy. Nejčastější lokalizací metastáz jsou játra a kostní dřeň.

## Diagnóza a léčba
Užívá se chirurgické léčby, tj. odstranění nádoru, chemoterapie, příp. transplantace kostní dřeně. Pětileté Dožití závisí na progresi tumoru a jeho a malignitě od 35% do 95%